# TeleSuisse
TeleSuisse è un'associazione che riunisce 15 TV regionali svizzere.
La sua sede principale è a Berna.

## Comitato
Il Comitato attuale è stato scelto nel giugno 2012.
- André Moesch (presidente), (tedesco)
- Christophe Rasch (vicepresidente), (francese)
- Filippo Lombardi, Consigliere agli Stati, (membro di comitato), (italiano/francese/tedesco)
- Marc Friedli, (membro del comitato), (tedesco)

## Membri
- Canal Alpha (Neuchâtel)
- Canal 9 (Sierre)
- La Télé (Losanna)
- Léman Bleu (Ginevra)
- Schaffhauser Fernsehen (Sciaffusa)
- Star TV (Zurigo)
- Tele1 (Lucerna)
- TeleBärn (Berna)
- TeleBasel (Basilea)
- TeleBielingue (Bienne)
- TeleM1 (Aarau)
- TeleOstschweiz (San Gallo)
- TeleSüdostschweiz (Coira)
- TeleTicino (Melide)
- TeleZüri (Zurigo)